# Ceará SC
Ceará Sporting Club este o echipă de fotbal din Fortaleza, Ceará, Brazilia. 

## Lotul actual
La 2 iunie 2014.
| Nr. |          | Poziție | Jucător                        |
| --- | -------- | ------- | ------------------------------ |
| —   | Brazilia | P       | Gustavo                        |
| —   | Brazilia | P       | Jailson                        |
| —   | Brazilia | P       | Luís Carlos                    |
| —   | Brazilia | F       | Alex Lima                      |
| —   | Brazilia | F       | Anderson                       |
| —   | Brazilia | F       | Diego Ivo                      |
| —   | Brazilia | F       | Gabriel                        |
| —   | Brazilia | F       | Sandro                         |
| —   | Brazilia | F       | Marcos                         |
| —   | Brazilia | F       | Samuel Xavier                  |
| —   | Brazilia | F       | Hélder Santos                  |
| —   | Brazilia | F       | Vicente                        |
| —   | Brazilia | M       | Amaral (on loan from Cruzeiro) |

| Nr. |          | Poziție | Jucător                            |
| --- | -------- | ------- | ---------------------------------- |
| —   | Brazilia | M       | João Marcos                        |
| —   | Brazilia | M       | Leandro Brasília                   |
| —   | Brazilia | M       | Michel                             |
| —   | Brazilia | M       | Ricardinho                         |
| —   | Brazilia | M       | Luiz Henrique                      |
| —   | Brazilia | M       | Rogerinho                          |
| —   | Brazilia | M       | Souza                              |
| —   | Brazilia | A       | Assisinho                          |
| —   | Brazilia | A       | Bill                               |
| —   | Brazilia | A       | Felipe Amorim (on loan from Goiás) |
| —   | Brazilia | A       | Magno Alves                        |
| —   | Brazilia | A       | Robério                            |
| —   | Brazilia | A       | Tadeu                              |